# Burgruine Reifenegg
Die Burgruine Reifenegg liegt oberhalb der Gilfenklamm im Mündungsbereich des Ratschingstals in das Ridnauntal. Sie befindet sich im Gemeindegebiet von Ratschings im Norden der italienischen Provinz Südtirol.

## Geschichte
Die Burg wurde von den Bischöfen von Brixen bzw. den teils zur brixnerischen, teils zur tirolischen Ministerialität zählenden Herren Trautson zwischen ca. 1210 und 1242 errichtet. Die Burg sollte den Weg über den Jaufenpass kontrollieren. Der erste Lehensmann der Burg war 1242 Berthold Trautson der Ältere, der sich de Riffeneke bezeichnete. Als seine Söhne werden 1249 Jakob und Dietmar genannt, die sich den Besitz von Reifenegg teilten, wobei die Hälfte des Jakob später an die Rottenburger, die auch Schloss Moos besaßen, fiel. Da im 14. Jahrhundert eine Neutrassierung des Jaufenweges erfolgte, ging die Bedeutung der Burganlage zurück. 
Bereits 1243 ist die Burg im Besitz des Grafen Albert III. von Tirol, der sich 1240 erfolgreich gegen den Bischof Egno von Eppan durchsetzen konnte. Nach dem Sturz der Rottenburger 1410 werden Moos und Reifenegg als Pflegschaft verwaltet. Reifenegg blieb als landesfürstliches Lehen bei den Trautsons; der Letzte von diesen, der auf Reifenegg residierte, war Dietmar der Trautsun von Reiffenekke († 1346), dann vererbte sich das Lehen auf einen anderen Zweig der Familie, deren letztes Mitglied Kaspar Trautson († 1450) war und die nicht mehr selbst auf Reifenegg wohnten. Über Eva, Tochter des Kaspar Trautsons, kam Reifenegg 1510 an ihren Gatten, Johann von Reichenburg aus der Steiermark, kaiserlicher Rat von Maximilian I. 1533 wird deren Sohn Jörg von Reichenegg mit der Burg belehnt. Leonhard Freiherr von Völs erbat von Kaiser Ferdinand I. einen Lehensbrief für seine Erben auf die halbe Feste Reifenegg, die er von Christoph von Reichenburg erkauft habe. 1556 wird Reifenegg als ödes Schloss bezeichnet. Von den Völs gelangt es an Degen von Fuchsberg und 1585 an den Gewerken Uriel Geizkofler, der sich danach von Reifenegg nennt. 1597 wird Reifenegg an Gregor Löffler und 1606 an Wilhelm Hohenhauser verliehen. 1649 ist die Burg im Besitz des Ludwig Perkhofer, sie wird dazumal als ganz zergangen und nit zu bewohnen bezeichnet. Unter den Freiherren von Sternbach wird Reifenegg wieder in einer Hand vereinigt, war aber zur Ruine geworden. 

## Burgruine Reifenegg heute
Die Reste der Burg liegen auf einem schmalen Bergrücken, der sich nach Nordosten senkt und dessen beide Flanken steil abfallen. Reste des Bergfrieds, der die südliche Seite schützte, haben sich erhalten. Sein quadratischer Grundriss beträgt 10,45 m und er ist noch 23,6 m hoch. Die Fundamente sind 2,3 m stark. Seine Seitenkanten sind aus übergreifenden Buckelquadern gebildet. Der Hocheingang liegt 8 m über dem heutigen Gelände. Türgewände mit dem Trautsonschen Wappen sind erhalten. Ebenso Mauerreste am östlichen und nördlichen Abhang. Dabei sind aus Hausteinen gebildete Schlitze in den Ost- und Westmauern vorhanden. Von einem Palas sind Grundmauerreste vorhanden. Im Norden der Burg lag eine Vorburg, deren Bering den östlichen Hang hinabliefen und dann am Steilhang einen rechten Winkel bildete. An der Ringmauer war ein kleines Gebäude angelehnt. Balkenlöcher zeigen die frühere Geschosseinteilung. Südlich der Burg dürfte ein Halsgraben gelegen haben.
Seit 1964 ist die Anlage im Besitz der Familie Kafmann aus Welschnofen. 1993 erfolgte eine Teilrestaurierung und Sicherung der Burg durch das Land Südtirol.
Die Ruine ist nur über einen Fußweg von der Jaufenpaßstraße zugänglich. Beliebt ist die Verbindung mit der Wanderung durch die Gilfenklamm zu einem Rundweg ab Stange.
Um die Burg rankt sich eine Sage von einem durch einen Geisterhund bewachten Schatz.